# Тропников, Александр Анатольевич
Алекса́ндр Анато́льевич Тро́пников (род. 1 августа 1965) — советский, российский и киргизский биатлонист. Чемпион мира. Заслуженный мастер спорта СССР (1992).

## Карьера
Воспитанник новосибирского биатлона. В 1992 году на чемпионате мира в Новосибирске в составе сборной СНГ выиграл командную гонку на 10 км.
После образования российской сборной по биатлону редко стал попадать в её основной состав.
В 1997 году Тропников принял решение начать выступать за Кыргызстан. Под её флагом биатлонист принимал участие на Олимпийских играх в Нагано и Солт-Лейк-Сити. Был знаменосцем сборной Кыргызстана на ЗОИ. Наилучшего результата на них Тропников добился в Нагано, заняв 36-е место в индивидуальной гонке.

## После завершения спортивной карьеры
Работал журналистом в спортивной редакции Информагентства «Новосибирск». Является директором черепановского спортивного комплекса «Энергия». В своем родном городе Черепаново Тропников проводит соревнования по лыжным гонкам на призы чемпиона мира по биатлону Александра Тропникова «Серебряная снежинка». Является членом союза журналистов России.